# Storia di una capinera (película de 1917)
Storia di una capinera (en inglés: Sparrow, Español: La novicia), es una película Italiana del año 1917, protagonizada por Linda Pini y Giuseppe Sterni. Además, Sterni se encargó de la dirección de la película, y fue basada en una obra original de Giovanni Verga. Esta fue la primera versión en películas de esta historia, ya que se creó otra en 1943 y Storia di una capinera (película) en 1993 protagonizada por Angela Marie Bettis quien debutaba en el cine.

## Sinopsis
Maria Vizzini es una joven de aproximadamente veinte años, quien estudia en un convento para ser mayor y convertirse en una monja. Tras al ir una temporada de regreso a su casa, esta conoce a Antonio, más conocido como Nino, quienes ambos se enamoran. Nino varias veces ha intentado hablar con esta pero, siempre lo rechaza para no caer en tentaciones.
Antonio habla con Maria y le declara su amor, pero esta tiene una vida religiosa para servicios de Dios, la que lo hará rechazarlo una vez más. Así entonces Maria volverá al convento y se dará cuenta que siempre estuvo enamorada de Antonio aunque todo era imposible.

## Elenco
- Linda Pini como Maria Vizzini.
- Giuseppe Sterni como Antonio Valentini / Nino.

## Versión de 1943
Esta nueva versión fue protagonizada por Marina Berti y Claudio Gora, donde la trama tiene la misma similitud que la anterior de 1917, pero aquí Maria se da cuenta de que es tarde para tener el amor de Antonio (Nino), pues este ya se había comprometido con su hermana Giuditta y estaba por tener un hijo. Así entonces, Maria llorando decide volver al internado dándose cuenta de que nació para una vida religiosa y para servirle a Dios.

## Versión de 1993
Una versión más actualizada en 1993, protagonizada por Angela Marie Bettis y Johnathon Schaech, esta fue la más exitosa de la historia de Geovanni Verga, pues inmortalizó con la actuación de la actriz principal y Vanessa Redgrave, quien interpretaba a una monja que la tenían encerrada en el convento, por razones en que estuvo enamorada de un hombre y cometió varios delitos por estar junto a este. Maria en esta ocasión, se escapa del convento a ver a su hermana quien ya estaba comprometida con Antonio y estaba esperando un hijo de este. Antonio escucha varios concejos de Maria y esta le confiesa que siempre estuvo enamorada de él, el problema es que ya era tarde para Maria, pues ella se había marchado al convento por su decisión y este estaba por tener una familia próximamente.
Maria está decidida a volver al convento, y pasa el último día sobre la tierra, ya que le harán un rito para que entre al reino de Dios.